# Giovanni Battista Brustoloni
Giovanni Battista Brustoloni (Giambattista Brustolon) (1712. – 1796.) bio je talijanski grafičar. Neka se njegova djela nalaze u Galeriji starih i novih majstora Gradskog muzeja u Varaždinu. Bio je suvremenik slavniog slikara Canaletta.